# Lukáš Krpálek
Lukáš Krpálek (* 15. November 1990 in Jihlava) ist ein tschechischer Judoka.
Krpálek wurde 2014 Weltmeister in der Gewichtsklasse bis 100 kg. Er nahm an den Olympischen Sommerspielen 2012 teil. Bei den Olympischen Sommerspielen 2016, bei denen er als Flaggenträger antrat, gewann er in der gleichen Gewichtsklasse die Goldmedaille. Er wurde daraufhin zum tschechischen Sportler des Jahres 2016 gewählt. Neben einer Silbermedaille bei den Europaspielen 2015 in Baku gewann er dreimal die Europameisterschaft (2013 und 2014 in der Gewichtsklasse bis 100 kg, 2018 im Schwergewicht über 100 kg). 2019 gewann er den Weltmeistertitel im Schwergewicht, fünf Jahre nach seinem Titelgewinn im Halbschwergewicht. Bei den Olympischen Spielen in Tokio, die im Juli 2021 ausgetragen wurden, gewann er seine zweite olympische Goldmedaille, diesmal im Schwergewicht. Bei den Olympischen Spielen 2024 in Paris schied Krpálek im Achtelfinale des Schwergewichts-Turniers gegen den Japaner Tatsuru Saitō aus.